# Байфилд, Линк
Эрик Линкорд «Линк» Байфилд (англ. Eric Linkord «Link» Byfield; 5 декабря 1951, Оттава — 24 января 2015, Сент-Альберт, Альберта) — канадский журналист, писатель и политик консервативного направления.
Родившись в 1951 году в семье профессионального журналиста, Линк Байфилд поначалу влился в движение хиппи, но разочаровавшись в нём, принял на себя бразды управления газетой своего отца. Находясь на консервативном фланге политического спектра, Байфилд традиционно и последовательно выступал против прав ЛГБТ, феминизма, и даже рэп-музыки. Не получив никакого профессионального образования, он писал книги и пьесы, параллельно принимая активное участие в политике Канады и Альберты. В 2004 году Байфилд был избран в Сенат Канады, но не был назначен сенатором, и в 2010 году сам сложил с себя полномочия, приняв участие в выборах 2008 и 2012 годов. Линк Байфилд скончался в 2015 году после долгой и тяжёлой борьбы с раком.

## Биография

### Молодые годы
Эрик Линкорд Байфилд родился 5 декабря 1951 года в Оттаве, провинция Онтарио в Канаде. Он был одним из шести детей консервативного обозревателя Теда Байфилда и Вирджинии Байфилд.
Детские годы Линк провёл в Манитобе. В молодости он находился под воздействием культуры хиппи, носил длинные волосы и часто ездил автостопом в дом семьи своей матери в Новой Шотландии, а также по всей стране, чтобы узнать «реальную жизнь». Некоторое время он даже отбывал наказание в тюрьме Хедингли. Поняв, по словам отца, «моральное банкротство этой наркотической культуры», Линк обратился к христианству и решил пойти по его стопам в семейном бизнесе и журналистике.

### Карьера в журналистике
В 1978 году Линк переехал в Альберту, и позже сменил своего отца на посту редактора «Alberta Report». Байфилд был редактором и издателем этого журнала в течение 18 лет — с 1985 по 2003 год. При нём журнал стал более язвительно социально-консервативным, выступающим против прав гомосексуалов, за контроль над рождаемостью незамужних женщин, беспокоясь том, что феминистская юридическая элита может объявить «сезон охоты на мужчин», и называя рэп-музыку злом. Также журнал выступал против программы Национальной энергетической программы либерального премьер-министра Пьера Трюдо, предусматривавшую контроль над ценами на нефть. В конце концов из-за долгов, накопившихся потому, что журнал стали редко покупать, его выпуск прекратился.
После этого, Байфилд стал обозревателем «Calgary Sun», публиковался в «Calgary Herald», «National Post», «Globe and Mail» и «Winnipeg Free Press». Также он был журналистом сети «Sun Media», включая издание «Edmonton Sun», благодаря чему стал ведущим голосом канадских консерваторов. Не получив никакого формального обучения или высшего образования, он был соавтором книг по истории христианства, Альберты и Канады, написав четыре пьесы для молодёжи.

### Политическая и общественная деятельность
В 2003 году Байфилд основал и стал председателем «Гражданского центра за свободу и демократию» — лобби-группы, «выступающей за ответственное правительство».
27 сентября 2004 года Байфилд стал одним из первых объявивших о выдвижении своей кандидатуры на выборах от Альберты в Сенат Канады. Он решил остаться независимым от других сторон, и был одним из двух независимых кандидатов вместе с Томом Синдлинджером. 22 ноября Байфилд занял 4-е и последнее место, получив 236 382 голосов. Он был избран в качестве «сенатора в ожидании», но так и не был назначен в Сенат. Следующие выборы должны были быть проведены через шесть лет, но в 2010 году премьер Альберты Эд Стельмах продлил срок еще на три года, после чего Байфилд отметил, что такое решение эквивалентно назначению. После шестилетнего ожидания назначения, 22 ноября того же года Байфилд подал в отставку с поста сенатора, обвинив Стельмаха в отсутствии усилий по продвижению дела, несмотря на то, что премьер-министр Канады Стивен Харпер предпринимал неоднократные попытки реформирования Сената. Так как с 1989 года в провинции Альберта проводятся отдельные выборы «сенаторов в ожидании» избирателями, не предусмотренные ни одним законным или федерально-конституционным положением, премьер-министр никоим образом не обязан назначать этих кандидатов в Сенат, потому что результаты голосования не являются обязательным поводом к назначению.
В 2007 году Байфилд стал одним из членов-основателей Партии Уайлдроуз, которая в 2008 году объединилась с Партией Альянса Альберты, незадолго до провинциальных всеобщих выборов в апреле. После слияния партии с Союзом Уайлдроуз, он безуспешно оспаривал место от округа Уайт-Коурт-Сте. Энн на выборах 2008 года.
В 2010 году Байфилд стал кандидатом Союза от округа Баррхид-Моринвилл-Уэстлок на всеобщих выборах 2012 года в Законодательное собрание Альберты. Он отстал от кандидата Прогрессивно-консервативной ассоциации Альберты менее чем на 5% голосов.

### Проблемы со здоровьем
В июне 2014 года Байфилду был поставлен неизлечимый диагноз — рак печени и пищевода в IV стадии. Ему отвели два года жизни с болезнью, с которой он боролся как медицинскими методами, так и альтернативными, прежде чем перешёл к самоанализу, религиозному самосовершенствованию и молитвам. В сентябре того же года, заслуги Байфилда были почтены в Мэннинг-центре для построения демократии в Калгари, где он был назван ключевой фигурой консервативного движения. За 11 дней до своей смерти, Байфилд разослал своим друзьям по электронной почте письмо, в котором описал свою жизнь с раком, отметив, что «для меня является загадкой, почему Иисус любит тебя — и меня — и всех остальных. Я имею в виду, что очень люблю некоторые работы, которые сделал за эти годы, но не до такой степени, чтобы пойти на Крест и спасти их. Тем не менее, Иисус сделал это, чтобы спасти своё творение. Почему? Дело не в том, что Бог никогда не допускает страдания, или что мы никогда не умрём физически; только идиот мог даже попытаться поверить в это. Псалмопевец обещает вечные личные отношения с Человеком, который сделал его, и кто хочет жить с ним всегда. Это соотношение потенциала с Богом и есть жизнь, теперь и в будущем. Бог благословит всех!!!».

### Смерть и похороны
Линк Байфилд скончался 24 января 2015 года в возрасте 63 лет, проиграв борьбу с раком, в Стёрдженском общественном госпитале в Сент-Альберте провинции Альберта, к северу от Эдмонтона. Он умер в день памяти Франциска Сальского, покровителя журналистов. После Линка остались его отец Тед, четверо братьев и сестер, жена Джоан, четверо детей и шестеро внуков. Прощание с Байфилдом прошло 31 января в церкви Сент-Эмеренс в Ривьер-Куи-Барре.
Премьер Альберты Джим Прентис заявил, что Байфилд «внёс реальный вклад с точки зрения его представлений о провинции, Западной Канаде и стране». Временный лидер Партии Уайлдроуз Хизер Форсит на своей странице в сети «Twitter» написала, что «опечалена уходом Линка Байфилда», отметив, что «мои мысли и молитвы с теми, чьей жизни он коснулся».

## Личная жизнь
В 1981 году женился на Джоан, с которой встретился во время работы в христианском журнале в Эдмонтоне. У них было четверо детей — дочь и три сына — Эли, Колман, Сайлас и Элис. Сын Колман продолжил дело отца в качестве журналиста изданий сети «Sun Media», хоть и с умеренными взглядами. По вероисповеданию Линк был католиком, вследствие чего выступал против прав геев и абортов. В политике он считал себя защитником прав собственности и конкуренции в сфере здравоохранения и образования. Он любил музыку, гулял на открытом воздухе и ходил в походы.

## Награды
В 2005 году Линк Байфилд был награждён медалью Столетия Альберты.

## Память
2 февраля 2015 года в память Байфилда был основан Фонд наследия для помощи журналистам со стартовым капиталом в 25 тысяч долларов, пожертвованных журналистом Томом Макфили.